# Robert Korzeniowski
Robert Marek Korzeniowski (* 30. července 1968 Lubaczów) je bývalý polský sportovec, atlet, který se věnoval sportovní chůzi na 20 km a 50 km.
Jedná se o čtyřnásobného olympijského vítěze, trojnásobného mistra světa a dvojnásobného mistra Evropy.
Zvítězil na Letních olympijských hrách 1996 v americké Atlantě, dvakrát na Letních olympijských hrách 2000 v australském Sydney a dále také Letních olympijských hrách 2004 v Aténách. Na všech třech olympiádách vyhrál závod v chůzi na 50 km, přičemž na LOH 2000 v Sydney získal také zlatou olympijskou medaili i v závodu v chůzi na 20 km.